# Alfred Tuček
Alfred Tuček (ur. 7 kwietnia 1904 w Ptuju, zm. 2 sierpnia 1987 w Dubrowniku) – jugosłowiański dyrygent, kompozytor i skrzypek.

## Kariera muzyczna
Uczył się gry na skrzypcach w Ptuju, Belgradzie, Mariborze i Sarajewie, gdzie ukończył wyższą szkołę muzyczną. Od roku 1922 został muzykiem orkiestry wojskowej w Belgradzie, Mariborze, a następnie w Splicie. W latach 1930–1933 był dyrygentem orkiestry gwardii królewskiej w Mostarze.
W latach 1937–1942 dyrygował w Slavonskim Brodzie. Następnie od 1942 do 1945 prowadził orkiestrę kameralną w radio w Banja Luce. W okresie okupacji kilkakrotnie więziony i represjonowany. Po II wojnie światowej został członkiem orkiestry przy operze w Sarajewie. W roku 1953 zorganizował orkiestrę symfoniczną w Mostarze oraz nauczał w Szkole Muzycznej. W roku 1970 został uhonorowany tablicą pamiątkową w Mostarze.
W 1966 roku przeszedł na emeryturę i zamieszkał w Dubrowniku. W następnych latach był członkiem miejscowej orkiestry miejskiej, a także nauczał muzyki w Dubrowniku, Gruda i Cavtacie.

## Życie prywatne
Pod koniec lat 20. Alfred Tuček skontaktował się z biurem „Latarni Morskiej – Stowarzyszenia Badaczy Pisma Świętego w Królestwie Jugosławii” działającym w Mariborze. Gdy pracował w Mostarze przyjął wierzenia Świadków Jehowy. W 1934 roku poślubił Fridę współwyznawczynię z Niemiec i pionierkę. Wspólnie prowadzili działalność kaznodziejską w różnych regionach Królestwa Jugosławii, a także dotarli do Bułgarii.

## Twórczość muzyczna
Muzyka orkiestrowa:

- 1945 – Karišik partizanskih pjesama
- 1954 – Bosanska koračnica
- 1954 – Čar behara, uwertura
- 1954 – Pjesma Mostaru
- 1954 – Đido, uwertura na małą orkiestrę
- 1955 – Serenada (romantyczna)
- 1956 – Na Neretvi, pieśń symfoniczna
- 1956 – Ulazak Bosanaca, marsz
- 1957 – Bol i borba, mała forma
- 1958 – Jeka sa Triglava, marsz
- 1958 – Put ka slobodi, pieśń symfoniczna
- 1960 – Impresije iz Bosne i Hercegovine
- 1963 – cykl Slike iz Mostara (Panorama, Na starom mostu, Tepa zavičaj »Senzacija«)
- 1963 – Veče pod platanama
- 1964 – Detalj sa stadiona
- 1964 – Hercegovačka rapsodija.
- 1978–1979 – 3 tańce symfoniczne
- 1979 – Sanjarenje na Neretvi
- 1980 – Mali narodni koncert

Na małą orkiestrę:

- 1937 – Marcia funebre
- 1939 – Za grad i selo, składanka
- 1940 – Pozdrav Slavonskom Brodu, marsz
- 1946 – Bosanska koračnica
- 1947 – S pjesmom u prirodu, marsz
- 1950 – Jeka sa Triglava, marsz
- 1951 – Čar behara, uwertura
- 1953 – Ulazak Bosanaca, marsz
- 1958 – Fanfare za omladinski festival
- 1966 – Himna za GOŠK
- 1967 – Boninovo, marsz pogrzebowy
- 1970 – Za konavosku omladinu
- 1975 – Dalmacija, marsz
- 1976 – Jer si prah i u prah ćeš se vratiti, marsz pogrzebowy
- 1979 – Za sve narode, marsz
- 1979 – Za bratstvo i jedinstvo, marsz
- 1979 – Dubrovačko kolendarenje
- 1980 – Braćo nek smo ljudi svi, marsz
- 1980 – Dubrovkinja, marsz
- 1981 – Cavtatsko kolendarenje
- 1981 – Cavtat, marsz
- 1983 – Za pravedniji svijet, marsz

Kameralny:
- 1953 Serenada, na skrzypce i fortepian

Inspiracja na róg i fortepian
- 1981 Psalam za zbor i orkestar, utwór wokalno-instrumentalny